# Durham Chorister School
La Chorister School è una scuola indipendente co-educativa per la fascia di età da 3 ai 13 anni. Consiste in una scuola materna (aperta a settembre 2008), diurna, pre-preparatoria e preparatoria e in un collegio scolastico a Durham, in Inghilterra. Si trova al 9 The College, un edificio storico di I grado adiacente alla Cattedrale di Durham. La maggior parte degli alunni dell'istituto scolastico frequenta la scuola diurna. Gli alunni frequentano gli studi in piccole classi in una collezione di edifici storici che fanno tutti parte del college o vicino alla cattedrale.
La Chorister School non deve essere confusa con la Durham School, circa un miglio più a ovest.

## Storia
La sua creazione risale al 1416 come scuola per i cori della cattedrale. Mentre storicamente la scuola aveva meno alunni, dai 5 ai 24 anni e dagli 8 ai 20 anni; l'espansione iniziò nel 1948 per raggiungere il numero attuale di oggi. Ciò ha reso necessaria una serie di misure di intervento edilizio dell'area della cattedrale. La scuola divenne co-educativa nel 1994.

## Choristers
Tutti i coristi (en. Choristers) della Cattedrale di Durham frequentano la Chorister School.
Il coro della Cattedrale di Durham è composto da 20 ragazze e 20 ragazzi coristi che cantano separatamente insieme ai 12 adulti coristi. I coristi di solito si uniscono al coro di età compresa tra i 7 e i 9 anni e rimangono lì fino all'età di 13 anni.
I coristi possono partecipare pienamente a tutte le attività extracurricolari che la scuola offre, compresi teatro e sport.

## Dirigenti scolastici
- Henry Madden: 1876-
- F. S. Dennett: 1914-1929
- Henry Yorke Ganderton: 1929-1957
- John M. Grove: 1957-1978
- Raymond G Lawrence: 1978-1994
- Stephen Drew: 1994-2003
- Ian Hawksby: 2003-2010
- Lin Lawrence (interim): 2010
- Yvette Day: 2011-2017[1]
- Ian Wicks: 2018-

## Alunni notevoli
- Rowan Atkinson (nato nel 1955), comico e attore conosciuto per Blackadder e "Mr. Bean"
- Tony Blair (nato nel 1953), ex Primo ministro del Regno Unito
- James Fenton (nato nel 1949), poeta, giornalista e critico letterario
- Christopher Hancock (1928–2004), attore [2]
- Stephen Hancock (fratello più giovane di Christopher), attore, che interpreta Ernest Bishop in Coronation Street[2]
- Sir John Laws (nato nel 1945), The Rt Hon Lord Justice Laws, giudice dell'Alta corte tra il 1992 e il 1999, entrato in seguito alla Corte d'appello
- Paddy MacDee, (Patrick McDermott) (nato nel 1950) conduttore di programmi radio
- Sir Peter Vardy (nato nel 1947), imprenditore
- James Wood (nato nel 1965), Professore di Pratica di Critica Letteraria alla Harvard University e collaboratore di The New Yorker
- Hall Charlton (nato nel 1979), mediano di mischia dei Newcastle Falcons